# Nam (computerspel)
Nam (ook wel Vietnam) is een computerspel dat in 1986 werd uitgegeven door Strategic Simulations. Het spel is gebaseerd op de oorlog in Vietnam. Aan het begin van het spel kunnen zes scenario's gekozen worden. Elk scenario bevat 15 tot 25 beurten.

## Releases
- Apple II (1986)
- Atari 8-bit (1986)
- Commodore 64 (1986)

## Ontvangst
| Beoordeeld door             | Platform     | Datum     | Score |
| --------------------------- | ------------ | --------- | ----- |
| Computer Gaming World (CGW) | Apple II     | juni 1991 | 30%   |
| Computer Gaming World (CGW) | Commodore 64 | juni 1991 | 30%   |
| Computer Gaming World (CGW) | Atari 8-bit  | juni 1991 | 30%   |